# So wie du bist
So wie du bist ist ein österreichischer Fernsehfilm aus dem Jahr 2012. Regie führte Wolfgang Murnberger, die Kostüme wurden von Martina List angefertigt. Die Maske leitete Christine Krebs, den Ton Heinz Ebner.

## Handlung
Die Richterin Helene Offer geht in den Ruhestand und wird von ihrem Kollegium feierlich verabschiedet. Auf der Feier betrinkt sie sich mit Sekt und als sie mit dem Auto heimfährt, kracht sie in ein vorfahrendes Auto. Der Fahrer ist verletzt, seine Tochter Michelina – ein Mädchen mit Down-Syndrom – bleibt unverletzt. Der Vater muss ins Spital und liegt im Koma. Der Alkoholtest von Frau Offer ergibt 0,9 Promille: Sie ist mit ihrem Anwalt gut befreundet, und er erklärt ihr den Ernst der Situation, zumal der Vorfall in der Zeitung steht. Der Anwalt rät ihr, sich um Lina zu kümmern, was sie zunächst ablehnt.
Frau Offer besucht mit der Presse das Sonnendorf, die Einrichtung, in der Lina wohnt und arbeitet. Sie wohnt einer Tanzprobe bei und klärt Formalitäten. Der Leiter des Sonnendorfes übergibt Lina Frau Offer zur Betreuung. Lina freundet sich sofort mit ihr an. Als sie mit ihr in eine Pizzeria gehen will, lehnt Frau Offer es ab, auszugehen. Erst als Lina einen Schrei ausstößt, willigt sie ein.
Frau Offer ist verwundert, dass Lina U-Bahn fährt. Frau Offer ist beim Fahrscheinlösen unbeholfen, doch Lina kennt sich aus. In der U-Bahn heitert Lina ein anderes Kind auf, und beim Pizzaessen stellt sie Fragen zum Down-Syndrom. Nach dem Essen will Lina ins Kino gehen, was Frau Offer ablehnt, worauf Lina wieder schreit, damit Frau Offer einwilligt. Lina trifft dort ihren Freund Sebastian. Nach dem Kino verbietet Frau Offer, dass Lina ihren Sebastian mit nach Hause nimmt. Lina und Sebastian haben schon lange vor zu heiraten, was aber gesetzlich nicht möglich ist. Lina verhält sich bei Frau Offer wie eine Hausfrau, und als sie das Frühstück zubereitet zerstört sie versehentlich eine wertvolle Skulptur, so dass Frau Offer außer sich ist. Lina setzt die Figur mühsam wieder zusammen und verziert sie auf ihre moderne Art.
Lina schläft im Zimmer von Frau Offers Sohn und vermutet, dass der Bub tot ist. Im Sonnendorf legen die Bewohner Kleingeld und Wertgegenstände zusammen, um gemeinsam einen Hamster für Frau Offer zu kaufen. Dies nennt Sebastian „Gewerkschaft“. Der Hamster wird Frau Offer geschenkt und Lina nennt ihn „George Clooney“. Frau Offer mag ihn nicht, nimmt ihn aber dennoch.
Charly, der Leiter des Sonnendorfes, und Lina besuchen später Linas Vater, der aus dem Koma erwacht ist, wobei Lina glaubt, dass er ihren Wecker gehört hat. Frau Offer gibt sich als Unfallverursacherin zu erkennen. Als die Bewohner des Sonnendorfes eine Tanzprobe machen, werden Lina und Sebastian beim Liebesspiel ertappt. Daraufhin wird Sebastians Mutter verständigt, die gegen die Beziehung ist. Sie kündigt Sebastians Platz im Sonnendorf und sperrt ihn von Lina weg. Als Lina bei Regen zu Frau Offer kommt, fragt sie, wie der Hamster heißen soll. Auch gibt Lina bekannt, dass sie Sebastian heiraten will, worauf Frau Offer streng erwidert, dass dies wegen der Behinderung unmöglich sei, doch Lina besteht darauf. Die Eltern von Sebastian reden über die Liebe ihres Sohnes zu Lina, wobei die Mutter befürchtet, dass Lina schwanger wird, doch der Vater glaubt dies nicht. Das Gespräch wird von Sebastian belauscht.
An einem freien Tag von Lina soll Frau Offer das silberne Ehrenzeichen für ihren Kampf gegen Unrecht erhalten. Sie nimmt Lina gegen ihren Willen mit. Allerdings schleppt Lina den Hamster in ihrer Tasche mit und füttert ihn. Während der Rede von Frau Offer lässt Lina den Hamster zu Füßen des Publikums frei laufen, was für Panik sorgt. Frau Offer verzichtet auf die Rede und übergibt das Ehrenzeichen schließlich Lina, weil sie den Hamster gerettet hat.
Frau Offers Sohn ist Klinikclown, womit sie nicht einverstanden ist. Dieser hatte sich einst mit seiner Mutter zerstritten, weil er keine juristische Karriere machen wollte. Die Gespräche mit ihrem Sohn sind nicht die besten.
Sebastian (von den Eltern „Wutzel“ genannt) gibt den Eltern schriftlich bekannt, dass er von zu Hause weggehen und Lina heiraten will. Er büxt tatsächlich aus und trifft sich mit Lina. Dies sorgt für Aufregung und Besorgnis und die beiden werden überall gesucht. Sie sind zuerst im Kino, danach werden sie im Resselpark vulgär angesprochen, worauf sie zu Frau Offer flüchten. Diese nimmt die beiden auf und ermahnt sie wegen ihres Ausreißens. Sebastian weigert sich hartnäckig, wieder nach Hause zu gehen, und sagt, dass er Lina in einer Kirche heiraten will. Die beiden übernachten bei Frau Offer. Als Charly anruft, bestreitet Frau Offer, dass die beiden bei ihr sind. Am nächsten Tag bringt sie Sebastian heim und seine Eltern sind erleichtert. Sebastians Mutter verweigert ihm die Teilnahme an der Tanzpremiere, die die Einrichtung veranstaltet. In der anderen Einrichtung verhält sich Sebastian schreiend und wirft sich andauernd selbst auf den Boden. Der Betreuer stellt fest, dass Sebastian zurück in das Sonnendorf will, und seine Mutter nimmt ihn dort sofort heraus.
Bei der Tanzaufführung stellt sich die Tanzlehrerin bei Lina für Sebastian in die Reihe; doch Sebastian kommt mit seinem Vater doch an und später seine Mutter. Er tanzt danach unvorbereitet auf der Bühne mit Lina. Als Frau Offer mit Sebastians Mutter über die Liebe der beiden reden will, spricht sich Sebastians Mutter gegen die Verbindung aus und verweist Frau Offer aus dem Haus. Das Gespräch wird erneut von Sebastian belauscht.
Bald danach beauftragt Frau Offer ihren Ex-Mann, der Minister ist, einen Termin beim Bischof zu bekommen. Bei der Audienz sagt ihr der Bischof, dass die Heirat von Behinderten eine einmalige Situation sei und dasselbe Gesetz auch in der Kirche gelte. Der Bischof beauftragt den Dompfarrer, die Ehefähigkeit zu prüfen. Dieser besucht die Familie und somit das Brautpaar mit Down-Syndrom. Der Pfarrer erlaubt den beiden zu heiraten. Sebastian und Lina heiraten in einer Kirche. Inzwischen erwarten auch Frau Offers Sohn und seine Freundin Nachwuchs.

## Hintergrund
Für Regisseur Wolfgang Murnberger war es die erste Zusammenarbeit mit Schauspielern mit Down-Syndrom. Die professionellen Schauspieler Juliana Götze und Sebastian Urbanski waren auch im echten Leben mal ein Paar.

## Kritik
„In der ARD-Läuterungskomödie „So wie du bist“ bekommt es eine bourgeoise Ex-Richterin plötzlich mit einer jungen Frau mit Down-Syndrom und ihrer eigenen „emotionalen Behinderung“ zu tun und schwingt sich auf zur Anwältin der unterdrückten Herzen... Dramaturgisch im Großen vorhersehbar, im Kleinen aber fein ausbalanciert, ist die deutsch-österreichische Koproduktion ein unpeinliches, differenziert gespieltes Wohlfühl-Movie, das auf das Prinzip „Behindertenmund tut Wahrheit kund“ setzt, es aber nie überstrapaziert.“

„Natürlich will so ein Werk immer auch dazu beitragen, dass Vorurteile abgebaut werden. Aber dank der Umsetzung durch Wolfgang Murnberger trägt der Film sein Anliegen nie vor sich her. Dass die stets fröhliche und zudem hübsche Michalina anders ist als die anderen, spielt ohnehin bald keine Rolle mehr, weil Helenes Leben viel verkorkster ist, wie sich spätestens beim gestörten Verhältnis zu ihrem Sohn zeigt. Ein ganz besonderer Film aber wird „So wie du bist“ durch das Zusammenspiel der beiden Hauptdarstellerinnen. Hervorzuheben ist dabei vor allem die Leistung von Juliana Götze, auch wenn sie keine Überraschung ist: Die Schauspielerin gehört seit vielen Jahren zum Ensemble des Berliner RambaZamba-Theaters und war schon in einem Münchener „Polizeiruf“, „Rosis Baby“, herausragend. Murnberger („Die Spätzünder“, „Die Abstauber“) erweist sich einmal mehr als einer der besten deutschsprachigen Komödienregisseure.“

## Auszeichnungen
Der Film wurde 2012 mit dem Fernsehpreis der Österreichischen Erwachsenenbildung ausgezeichnet.